# Sarangmeduro
Sarangmeduro is een bestuurslaag in het regentschap Rembang van de provincie Midden-Java, Indonesië. Sarangmeduro telt 3276 inwoners (volkstelling 2010).